# Arriános
Arriános, také Flavius Arriános z Nikomédie v Bíthýnii (asi 95–175 n. l.), byl řecký úředník, politik, voják a spisovatel.
Pocházel z Nikomédie. V mládí studoval u filozofa Epiktéta a v době císaře Hadriana přišel do Říma, kde se zapojil do politického života. Kolem roku 130 dosáhl konsulátu, byl správcem Kappadokie a při obraně provincie proti nájezdům kočovných Alanů se osvědčil i jako voják.
Když zemřel císař Hadrianus, usadil se v Aténách, kde se kromě významných funkcí, které zastával, také věnoval literatuře.
Napsal řadu spisků na různá témata, ale jeho nejpopulárnějším a nejdůležitějším dílem je podrobné vylíčení výpravy Alexandra Makedonského do Asie s názvem Alexandrova anabase (řecky Alexandrú anabasis). Arriánovo dílo bylo publikováno česky v knize Tažení Alexandra Velikého.